# Andreas Schnaas
Andreas Schnaas est un acteur, réalisateur et scénariste allemand, né le 1er avril 1968 à Hambourg (Allemagne).

## Filmographie

### en tant qu'acteur
- 1989 : Violent Shit
- 1992 : Violent Shit 2
- 1999 : Mutation, de Marc Fehse et Timo Rose (vidéo)
- 1999 : Diabolica, de Danilo Vogt (vidéo) (court-métrage)
- 1999 : Infantry of Doom (Violent Shit 3 - Infantry of Doom)
- 1999 : Anthropophagous 2000
- 2000 : Midnight's Calling, de Timo Rose (vidéo)
- 2000 : Demon Terror (Dämonenbrut), d'Andreas Bethmann (vidéo)
- 2000 : Parts of the Family, de Léon Paul De Bruyn, coproduit et distribué par Lloyd Kaufman (16 mm[1])
- 2002 : Fog²- Revenge of the Executed, d'Oliver Krekel (vidéo)
- 2003 : Nikos the Impaler
- 2007 : Angel of Death II (de)

### en tant que réalisateur
- 1989 : Violent Shit
- 1991 : Zombie '90: Extreme Pestilence (vidéo)
- 1992 : Violent Shit 2
- 1996 : Goblet of Gore
- 1999 : Violent Shit 3 (en) (Violent Shit 3 - Infantry of Doom)
- 1999 : Anthropophagous 2000
- 2001 : Demonium
- 2003 : Nikos the Impaler (en)
- 2007 : Don't Wake the Dead
- 2010 : Unrated : the movie
- 2010 : Karl the Butcher vs Axe (it)

## Goûts musicaux
- Andreas Schnaas est un grand fan de heavy metal, plus précisément du groupe Manowar[réf. nécessaire].